# Bakhtiyor Choriyev
Bakhtiyor Choriyev (sinh ngày 19 tháng 4 năm 1992) là một cầu thủ bóng đá Tajikistan, hiện tại thi đấu cho FK Khujand.

## Sự nghiệp quốc tế
Anh là thành viên của Đội tuyển bóng đá quốc gia Tajikistan kể từ năm 2016.

## Thống kê sự nghiệp

### Quốc tế
| Đội tuyển quốc gia Tajikistan | Đội tuyển quốc gia Tajikistan | Đội tuyển quốc gia Tajikistan |
| Năm                           | Số trận                       | Bàn thắng                     |
| ----------------------------- | ----------------------------- | ----------------------------- |
| 2016                          | 2                             | 0                             |
| Tổng                          | 2                             | 0                             |

Thống kê chính xác đến trận đấu diễn ra ngày 13 tháng 11 năm 2016